# 三大ピラミッド

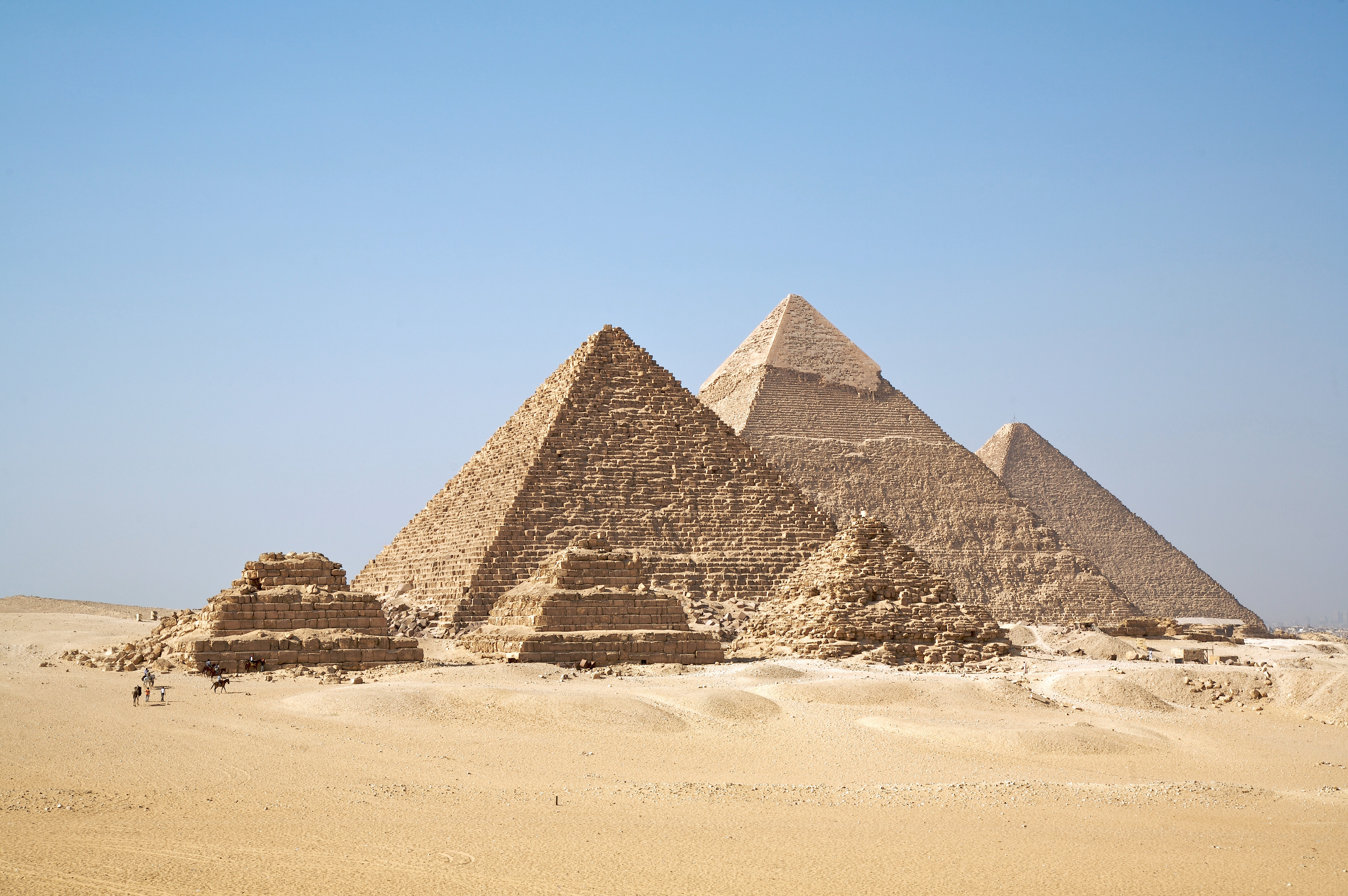
三大ピラミッド。左手前から、メンカウラー、カフラー、クフ。

三大ピラミッドと周辺の遺構の位置関係。右上からクフ、カフラー、メンカウラー。

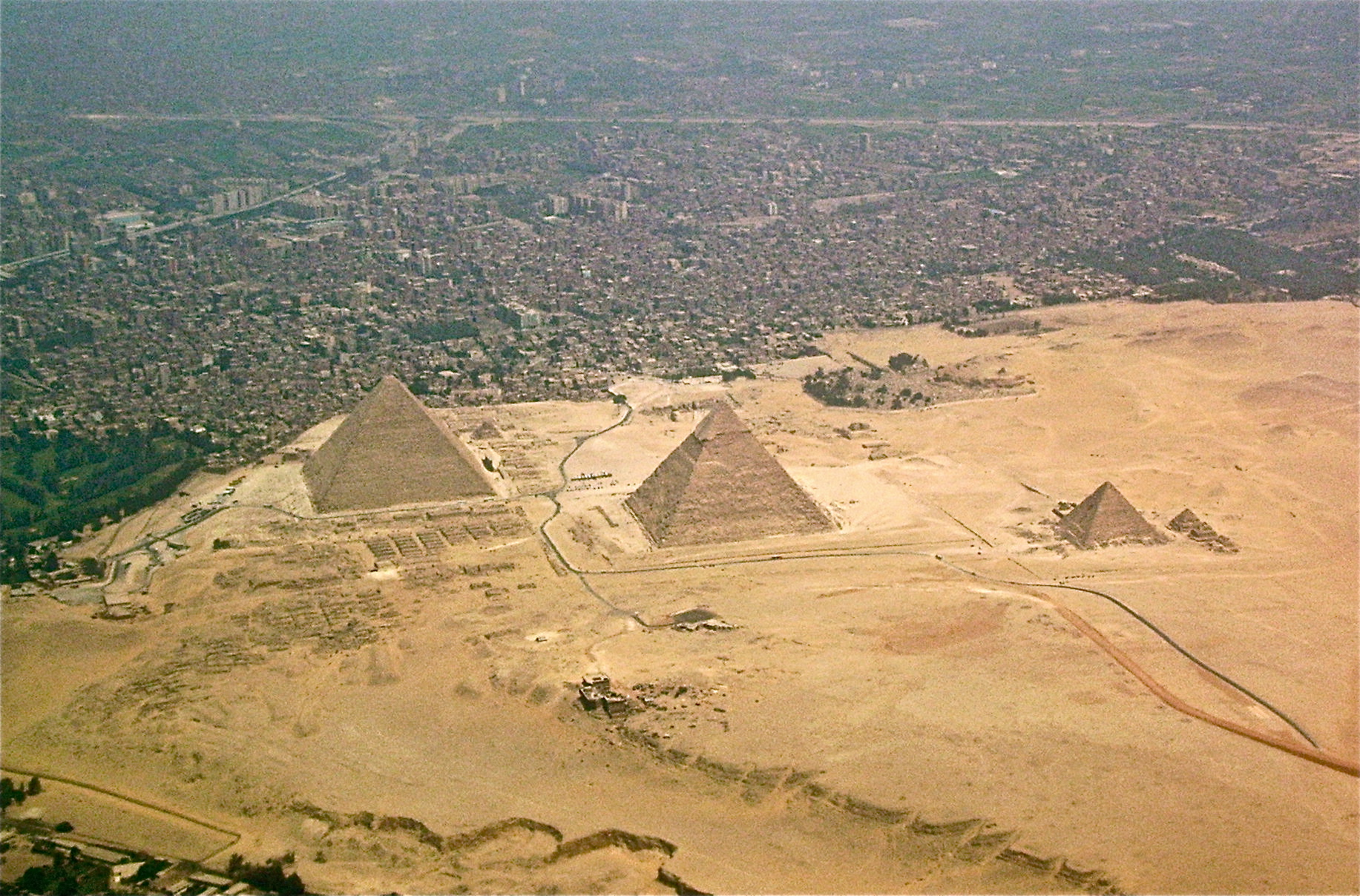
上空から見た三大ピラミッド

三大ピラミッド（さんだいピラミッド）は、エジプト、ギザの砂漠にある、3基のピラミッドの総称。英語ではGiza pyramid complex（ギザのピラミッド群）と呼ばれている。隣接するスフィンクスとともに、エジプトを象徴するイメージとなっている。
造営時期は現在から約4500年前の、紀元前2500年頃とされ、いずれもエジプト第4王朝期に建設されている。古代エジプト王国のファラオの陵墓であり、被葬者はクフ王、カフラー王、メンカウラー王とされる。また、それぞれのピラミッドには王妃たちのピラミッドやピラミッド、参道やマスタバ墓群などが付属しており、いわゆるピラミッド複合体（ピラミッド・コンプレックス）を形成している。カフラー王のピラミッドの参道入り口にそびえたつギザの大スフィンクスも、このピラミッド複合体の一部に含まれている。こうしたギザに広がるピラミッド付属の墓地遺跡を総称してギザの墓地遺跡（ギザ・ネクロポリス）と呼び、メンフィスとその墓地遺跡の一部として世界遺産に登録されている。

## 前史
クフによってこの地にピラミッドが建設されるまで、ギザの地は王墓の地となっていなかった。主に王墓が建設されていたのはギザの南にあるサッカラであり、世界最古のピラミッドとされるジェゼル王のピラミッドもサッカラに建設されている。このピラミッドの建設は後世に多大な影響を及ぼし、それまでのマスタバ墓から代わって以後はピラミッドが王墓の中心的な様式となった。ジェゼル王のピラミッドはマスタバ墓を６段積み重ねたような、いわゆる階段ピラミッドであったが、その後ピラミッドの建設技術は進化していった。クフの前の王であるスネフェルはダハシュールに屈折ピラミッドを建設した。これはそれまでの階段ピラミッドから一段階進み、直線の稜線を持っていたものの、下部を急角度で建設したために上部で傾斜角を緩やかにせざるを得ず、上部と下部で傾斜が異なって屈折したように見えるピラミッドとなった。スネフェルはさらにその後、同じくダハシュールに赤いピラミッドを建設した。これは美しい二等辺三角形の形をした、世界最初の真正ピラミッドであり、ここでクフ王のピラミッドの建設を可能とした技術のかなりが出そろうこととなった。建設当時は綺麗に成形された石灰岩の化粧石が全体に施されていたため、ピラミッドの表面は滑らかで白く光り輝いていた。

## クフ王のピラミッド
クフ王のものとされるピラミッドは、三大ピラミッドの中で最大で、高さ146.6m（現在の高さ138.8m）である。クフのピラミッドの底辺の長さは約230ｍ。1954年、付近から長さが43m以上ある木製の「太陽の船（クフ王の船）(Khufu ship)」が分解された状態で発掘された。クフがこの地をピラミッド建設の地として選んだのは、この地が岩盤となっていて地盤が安定しており、また材料である石灰岩がこの近辺で採掘できたため、建設に有利だったことなどが挙げられる。ピラミッドの内部に入る入口は存在し、観光客も中心部にある王の玄室まで入ることが可能であるが、現在は本来の入り口は封鎖されており、観光客は9世紀にアッバース朝の第7代カリフであるマアムーンが南側に空けた盗掘用の穴から内部へと入るようになっている。また、この内部観覧は1日300人限定となっている。内部はかなり精巧に作られており、傾斜した大回廊を通ってピラミッド中央部に位置する王の玄室のほか、大回廊入口から水平通路を通ってたどり着く王妃の間や、ピラミッドの地下に存在する地下の間などが存在する。また玄室の上にはピラミッドの重量を軽減するための、いわゆる重力軽減の間とよばれる空間が存在する。
クフ王のピラミッドの東側には、3基の王妃たちの小さなピラミッドが南北に並んでいる。その東側は多数のマスタバ墓が立ち並んでおり、貴族たちが埋葬されている。このマスタバ群はピラミッドの西側にも存在する。また、ピラミッドの南側には太陽の船を展示している太陽の船博物館が存在している。
クフ王のピラミッドはエジプトのピラミッドの中でも最大、さらにもっとも美しいものとして知られ、古くから非常に著名であった。紀元前2世紀にビザンチウムのフィロンによって選ばれた世界の七不思議のうちのひとつであり、またその中で唯一現存する建造物である。

## カフラー王のピラミッド

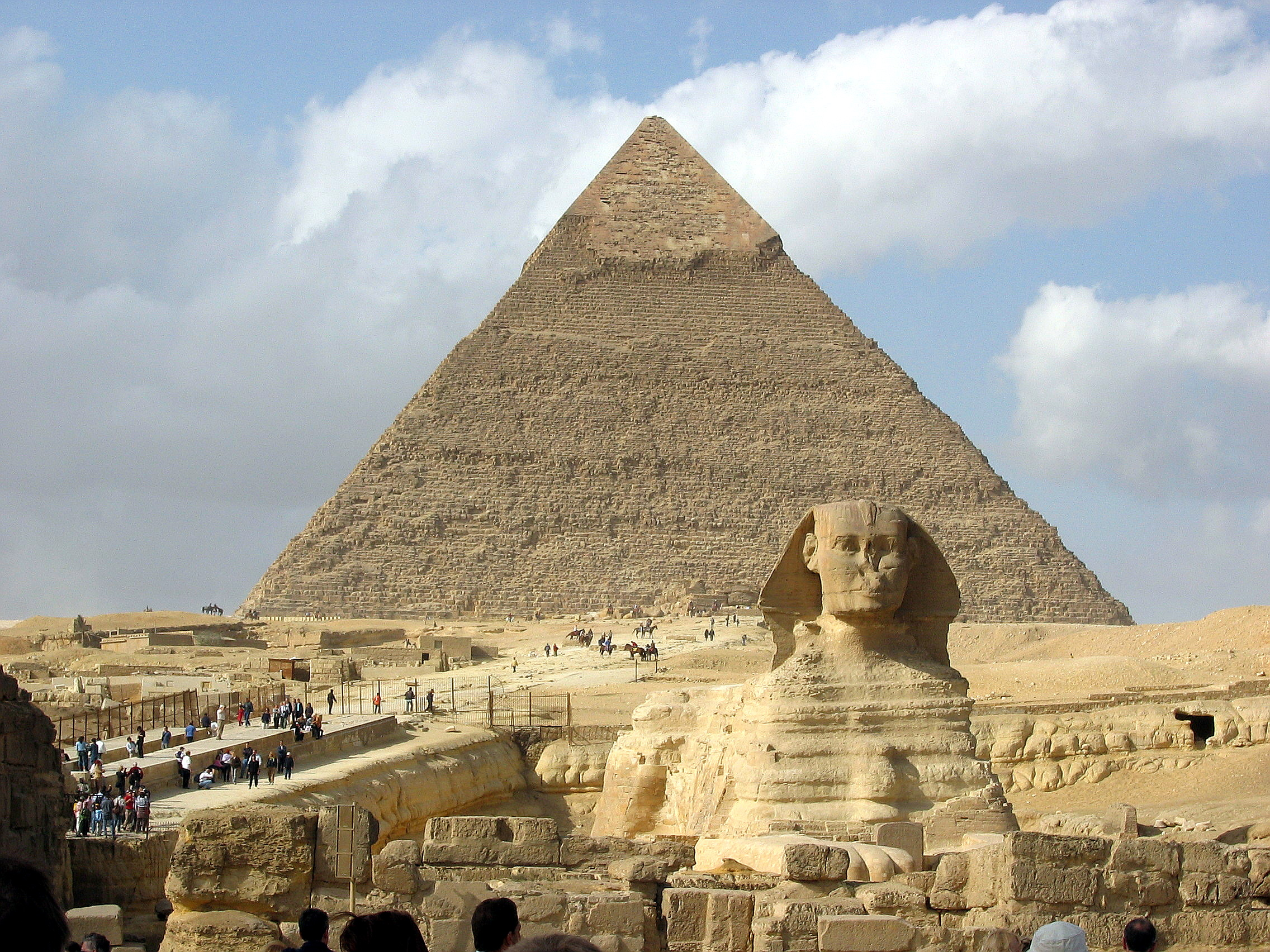
ギザの大スフィンクスとカフラー王のピラミッド

カフラー王のものとされるピラミッドは、三大ピラミッドのうち中央に位置する。高さはおよそ136メートル（頂上部分が一部崩れているため、創建当時より低くなっている）。頂上付近に創建当時の化粧石が一部残っている。見かけ上、三大ピラミッドの中でもっとも高いように見えるが、それはカフラー王のピラミッドが立っている岩盤が、クフ王のそれに比べてやや高くなっているためで、実際はクフ王のピラミッドの方が高い。内部には通路と玄室が存在するのみで、その玄室も中空にあったクフ王のものとは違い、地面と同じ高さに建設されている。カフラー王のピラミッドの東側には葬祭殿が存在し、そこから東へと参道が伸びている。参道の入り口にはギザの大スフィンクスが存在する。この位置関係から、ギザの大スフィンクスはピラミッドを守護するためにカフラー王によって建設された、ピラミッド複合体の一部であるという説が最も有力であるが、カフラー王のピラミッドを除いてこうしたスフィンクスが存在するピラミッドは存在せず、それ以外はほかのピラミッド複合体とすべて共通しているため、スフィンクスはピラミッド建設以前から存在し、それを取り込むようにしてカフラー王がピラミッドを建設したという説も存在する。
スフィンクスはもともとあった岩山をそのまま掘り下げて建設したものであり、一枚岩としては世界最大の石像である。そのため、過去何回か首まで砂にうずもれ、その後掘り起こされるといったことを繰り返している。スフィンクスの東にはスフィンクス神殿が、さらにその東にはカフラー王ピラミッドの河岸神殿が存在する。
2025年3月、最新技術を用いたデータを解析した結果、地下648mまで及ぶ複雑な構造をした巨大な8本の円筒形構造物が発見されたとの発表があった。様々な考古学者によってこの件について意見が述べられているが、各々で解釈が分かれている。

## メンカウラー王のピラミッド
メンカウラー王のものとされるピラミッドは、三大ピラミッドの中ではもっとも小さい。高さおよそ65メートル。ただしピラミッド複合体の規模としては、ほかの2つのピラミッドに劣らない規模を備えている。ピラミッドの南側には、3基の王妃たちの小さなピラミッドが東西に並んでいる。参道も存在し、東へと延びている。北面には大きな傷跡が残るが、これはピラミッドを破壊しようとしたものが破壊できずに終わったものの名残であるという。

## 地理・交通
カイロ市中心部から西南西13kmの地点にある。周辺はギザ市に属する。ギザ市南部のギザ広場からクフ王ピラミッド北側まではアフラーム通り（ピラミッド通り）と呼ばれる広い直線道路が通じている。ギザ広場にはカイロ地下鉄が通じており、ピラミッドへ向かう場合はここからバスに乗るか、またはカイロ市中心部からも市内バスが走っている。ピラミッド自体は砂漠のなかにあり周囲にはなにもないが、カイロ市の都市化に伴いスフィンクスのすぐ東隣まで住宅街が広がるようになった。スフィンクスの正面にはケンタッキー・フライド・チキンとピザハットの支店があり、スフィンクスとピラミッドを眺めることができる。
この3基のピラミッドおよびその複合体は、現代ではピラミッドエリアとして一括され、保存地区となっている。ピラミッドエリアはエジプト最大の観光地であり、世界中から多くの観光客が訪れる。エリアの入り口はクフ王のピラミッド北側（アフラーム通り終点近く）と、スフィンクス前の2か所に存在する。ピラミッドエリアの西端には展望台が存在し、ここから3基のピラミッドすべてを一度に眺めることができる。
2013年8月に発生したムスリム同胞団と治安部隊との衝突を受け、エジプト考古省は2013年8月14日から一時閉鎖措置をとっていたが、のちに解除された。

## 異説
この三大ピラミッドはオリオン座の三ツ星を表したものであるとする、いわゆるオリオン説が存在する。実際に、ナイル川を天の川に見立てると三大ピラミッドの位置がオリオン座の三ツ星の位置とほぼ一致するという。ロバート・ボーヴァル（Robert Bauval）とアドリアン・ギルバート（Adrian Gilbert）が提唱したものだが、古代エジプトにおけるオリオン座の重要性から結果としてオリオンの三つ星として見られたとは考えられるものの、ピラミッドの大きさの並び順と三つ星の光の強さが一致しないことなどから、三つ星に似せようとしてピラミッドを作ったことに関しては否定的見解が強い。またグラハム・ハンコックもこの説を取りいれたが、こちらも学会では無視されている。

## エピソード

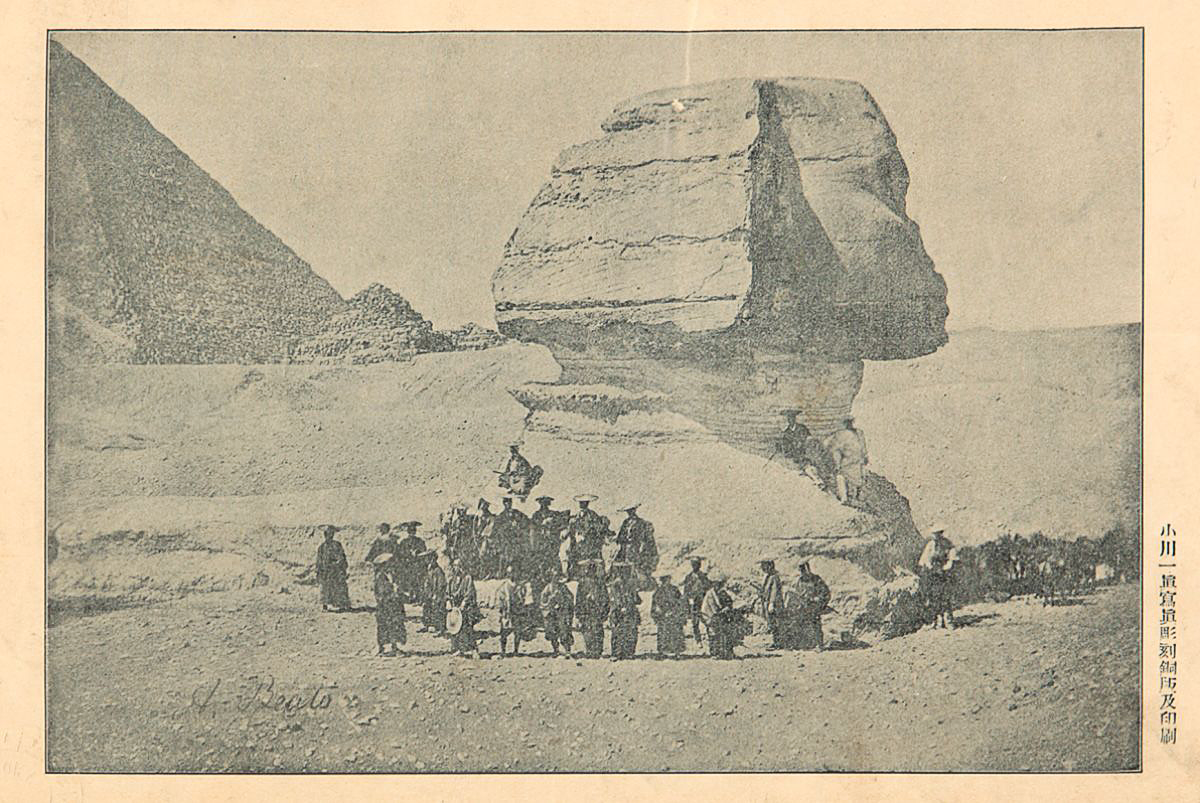
スフィンクスと侍（横浜鎖港談判使節団、1865年）

ナポレオン・ボナパルトがエジプトに遠征した折、ピラミッドの下で「兵士諸君、ピラミッドの頂から、四千年の歴史が諸君を見つめている」と言って兵士らを鼓舞したとされる。
また、このピラミッド群はエジプトのシンボルとなっており、19世紀以降多くの観光客を集めるようになった。1865年には池田長発率いる江戸幕府の第二回遣欧使節（横浜鎖港談判使節団）がピラミッドを見学し、記念撮影を行っている。